# 岡山県道390号古見月田停車場線
岡山県道390号古見月田停車場線（おかやまけんどう390ごう こみつきだていしゃじょうせん）は、岡山県真庭市を通る一般県道である。

## 概要
真庭市古見とJR西日本 姫新線月田駅を結ぶ。

### 路線データ
- 起点：真庭市古見（岡山県道329号西原久世線交点）
- 終点：真庭市月田（JR西日本姫新線 月田駅前）
- 総延長：10.9 km

## 路線状況
真庭市福田 - 真庭市月田間は大型車の通行は困難である。

### 道路施設

#### 橋梁
- 福田大橋（旭川、真庭市）

## 地理

### 通過する自治体
- 真庭市

### 交差する道路
| 交差する道路            | 交差する場所 | 交差する場所 |
| ----------------------- | ------------ | ------------ |
| 岡山県道329号西原久世線 | 古見         | 起点         |
| 国道313号               | 福田         |              |
| 岡山県道32号新見勝山線  | 月田         | [ 注釈 1 ]   |

### 沿線
- JR西日本姫新線
  - 古見駅（起点付近）
  - 月田駅
- 真庭市立天津小学校